# Liste der Flüsse im Gladenbacher Bergland
Die naturräumlichen Grenzen des Gladenbacher Berglandes gliedern sich in der Hauptsache nach den Einzugsbereichen der Lahn- bzw. Dill-Nebenflüsse bzw. nach dem von diesen Flüssen getrennten Landschaften.
Die wichtigsten Fließgewässer im Gladenbacher Bergland sind – neben den nur außen verlaufenden Grenzflüssen Lahn, Dill und Dietzhölze – die Aar, die Salzböde, die Perf sowie, mit etwas Abstand, die Allna.

## Aufteilung nach Flussabschnitten von Lahn und Dill
Zur besseren Übersicht sind die Flussgebiete in der folgenden Tabelle naturräumlich gegliedert nach den Mündungsgebieten in Lahn, Dill und Dietzhölze:
- I – Mündung im Oberen Lahntal (mit Perf und Dautphe)
  - Bottenhorner Hochflächen (bis auf Süden und Südosten)
  - Breidenbacher Grund (bis auf äußersten Südwesten)
  - äußerster Westen und Norden der Damshäuser Kuppen
- II – Mündung über die Elnhausen-Michelbacher Senke (mit Allna)
  - Damshäuser Kuppen (bis auf den äußersten Westen und Norden)
  - Elnhausen-Michelbacher Senke
  - (westlicher Marburger Rücken)
- III – Mündung über das Salzbödetal (mit Salzböde)
  - südöstliche Bottenhorner Hochflächen
  - Norden und Osten der Zollbuche
  - äußerster Norden der Osthälfte des Krofdorf-Königsberger Forstes
  - Salzbödetal
- IV – Mündung in die Lahn in der Gießener Lahntalsenke (mit Bieber)
  - Mitte und Osten des Krofdorf-Königsberger Forst (bis auf den äußersten Norden)
- V – Mündung in die Dill im Süden des Unteren Dilltales (mit Lemp)
  - Westen des Krofdorf-Königsberger Forstes
  - Hörre (bis auf den Norden)
- VI – Aar
  - äußerster östlicher Norden des Krofdorf-Königsberger Forstes
  - Norden der Hörre
  - Niederweidbacher Becken
  - Westen und zentraler Süden der Zollbuche
  - Süden des Schelder Waldes
  - zentraler Süden der Bottenhorner Hochflächen
- VII – Mündung im Norden des Unteren Dilltales und im Oberen Dilltal (mit Dietzhölze und Schelde)
  - zentraler und nördlicher Schelder Wald
  - äußerster Südwesten des Breidenbacher Grundes

## Tabelle aller Flüsse mit eigenem ausgewiesenen Einzugsgebiet
Im Uhrzeigersinn und damit lahnabwärts und dillaufwärts, angefangen am Oberlauf der Lahn im Norden, sind folgende Flüsse mehr oder weniger von Bedeutung:
|     | Name                                       | Mutter- fluss        | Länge [km] | Einzugs- gebiet [km²] | Ab- fluss [l/s] | Mündungs- höhe [m. ü. NN] | Naturräume (flussabwärts)                                                   | DGKZ      |
| --- | ------------------------------------------ | -------------------- | ---------- | --------------------- | --------------- | ------------------------- | --------------------------------------------------------------------------- | --------- |
| I   | Boxbach                                    | Perf (l)             | 5,8        | 13,22                 |                 | 305                       | Breidenbacher Grund                                                         | 25814-8   |
| I   | Gladenbach                                 | Boxbach (r)          | 5,1        | 5,43                  |                 | 305                       | Breidenbacher Grund                                                         | 258148-2  |
| I   | Achenbach                                  | Diete (l)            | 3,7        | 6,60                  |                 | 355                       | Breidenbacher Grund                                                         | 258146-4  |
| I   | Diete                                      | Perf (l)             | 8,8        | 24,64                 |                 | 310                       | Breidenbacher Grund                                                         | 25814-6   |
| I   | Hörle                                      | Perf (l)             | 6,7        | 9,71                  |                 | 330                       | Bottenhorner Hochflächen, Breidenbacher Grund                               | 25814-4   |
| I   | Breitebach                                 | Gansbach (l)         | 2,2        | 2,48                  |                 | 450                       | Bottenhorner Hochflächen                                                    | 258142-2  |
| I   | Gansbach                                   | Perf (l)             | 11,1       | 23,17                 |                 | 349                       | Bottenhorner Hochflächen, Breidenbacher Grund                               | 25814-2   |
| I   | Perf                                       | Lahn (r)             | 20,0       | 113,13                | 1776            | 285                       | Bottenhorner Hochflächen, Breidenbacher Grund                               | 258-14    |
| I   | Hausebach                                  | Perf (r)             | 4,0        | 4,32                  |                 | 400                       | Bottenhorner Hochflächen                                                    | 25814-14  |
| I   | Martinsbach                                | Lahn (r)             | 3,7        | 6,10                  |                 | 266                       | Breidenbacher Grund                                                         | 258-158   |
| I   | Lautzebach                                 | Dautphe (l)          | 4,3        | 6,43                  |                 | 255                       | Breidenbacher Grund, Oberes Lahntal                                         | 25816-8   |
| I   | Bolzebach                                  | Dautphe (l)          | 4,4        | 5,21                  |                 | 268                       | Bottenhorner Hochflächen, Oberes Lahntal                                    | 25816-6   |
| I   | Dautphe                                    | Lahn (r)             | 8,8        | 41,81                 | 533             | 245                       | Bottenhorner Hochflächen, Oberes Lahntal                                    | 258-16    |
| I   | Kaltenbach                                 | Dautphe (r)          | 3,4        | 5,22                  |                 | 283                       | Damshäuser Kuppen, Oberes Lahntal                                           | 25816-4   |
| II  | Michelbach                                 | Lahn (r)             | 2,5        | 6,24                  |                 | 210                       | Elnhausen-Michelbacher Senke                                                | 258-176   |
| II  | Cyriaxweimarer Bach                        | Allna (l)            | 3,0        | 3,56                  |                 | 186                       | Marburger Rücken, Elnhausen-Michelbacher Senke                              | 25832-8   |
| II  | Elnhauser Wasser                           | Ohe (l)              | 5,9        | 24,25                 | 171             | 195                       | Elnhausen-Michelbacher Senke                                                | 258326-6  |
| II  | Waltersbach                                | Elnhauser Wasser (r) | 6,0        | 8,67                  | 64              | 219                       | Damshäuser Kuppen, Elnhausen-Michelbacher Senke                             | 2583266-2 |
| II  | Ohe                                        | Allna (l)            | 11,5       | 44,28                 | 337             | 195                       | Damshäuser Kuppen, Elnhausen-Michelbacher Senke                             | 25832-6   |
| II  | Allna                                      | Lahn (r)             | 19,1       | 92,02                 | 665             | 172                       | Damshäuser Kuppen, Elnhausen-Michelbacher Senke                             | 258-32    |
| II  | Rüchenbach                                 | Allna (r)            | 2,9        | 4,10                  |                 | 217                       | Elnhausen-Michelbacher Senke                                                | 25832-4   |
| III | Wenkbach                                   | Lahn (r)             | 7,2        | 20,77                 | 107             | 168                       | Salzbödetal, Marburger Lahntalsenke                                         | 258-332   |
| III | Walgerbach                                 | Wenkbach (r)         | 7,7        | 12,36                 |                 | 169                       | Salzbödetal, Marburger Lahntalsenke                                         | 258332-2  |
| III | Bornsbach                                  | Salzböde (l)         | 3,5        | 4,62                  |                 | 229                       | Salzbödetal                                                                 | 25834-6   |
| III | Römershäuser Bach                          | Salzböde (l)         | 5,3        | 9,83                  |                 | 250                       | Salzbödetal                                                                 | 25834-52  |
| III | Dernbach                                   | Salzböde (l)         | 4,3        | 6,02                  |                 | 286                       | Bottenhorner Hochflächen                                                    | 25834-32  |
| III | Salzböde                                   | Lahn (r)             | 27,6       | 137,85                | 1322            | 164                       | Zollbuche, Salzbödetal, Krofdorf-Königsberger Forst, Marburger Lahntalsenke | 258-34    |
| III | Endbach                                    | Salzböde (r)         | 2,9        | 3,64                  |                 | 296                       | Zollbuche                                                                   | 25834-2   |
| III | Seibertshäuser Bach                        | Salzböde (r)         | 3,3        | 6,98                  |                 | 260                       | Zollbuche                                                                   | 25834-4   |
| III | Krebsbach                                  | Vers (l)             | 7,0        | 12,44                 |                 | 191                       | Salzbödetal                                                                 | 258348-8  |
| III | Vers                                       | Salzböde (r)         | 8,4        | 42,55                 |                 | 188                       | Salzbödetal                                                                 | 25834-8   |
| III | Krumbach                                   | Vers (r)             | 4,6        | 6,22                  |                 | 210                       | Salzbödetal                                                                 | 258348-4  |
| IV  | Wißmarbach                                 | Lahn (r)             | 6,2        | 10,37                 | 53              | 161                       | Krofdorf-Königsberger Forst, Gießener Lahntalsenke                          | 258-372   |
| IV  | Gleibach                                   | Lahn (r)             | 7,7        | 7,48                  |                 | 159                       | Krofdorf-Königsberger Forst, Gießener Lahntalsenke                          | 258-376   |
| IV  | Fohnbach (Kropbach)                        | Lahn (r)             | 12,0       | 13,95                 | 85              | 156                       | Krofdorf-Königsberger Forst, Gießener Lahntalsenke                          | 258-392   |
| IV  | Hammersbach                                | Fohnbach (r)         | 3,3        | 2,21                  |                 | 197                       | Krofdorf-Königsberger Forst, Gießener Lahntalsenke                          | 258392-2  |
| IV  | Dünsbergbach                               | Bieber (l)           | 4,6        | 7,66                  |                 | 230                       | Krofdorf-Königsberger Forst                                                 | 258394-2  |
| IV  | Bieber                                     | Lahn (r)             | 13,5       | 34,68                 | 217             | 155                       | Krofdorf-Königsberger Forst, Gießener Lahntalsenke                          | 258-394   |
| IV  | Schwalbenbach (im Unterlauf auch: Atzbach) | Lahn (r)             | 9,5        | 12,77                 | 76              | 152                       | Krofdorf-Königsberger Forst, Gießener Lahntalsenke                          | 258-398   |
| V   | Blasbach                                   | Dill (l)             | 7,7        | 15,56                 | 118             | 152                       | Krofdorf-Königsberger Forst, Gießener Lahntalsenke                          | 2584-98   |
| V   | Grenzbach                                  | Blasbach (r)         | 4,3        | 5,18                  |                 | 202                       | Krofdorf-Königsberger Forst                                                 | 258498-2  |
| V   | Bornbach                                   | Dill (l)             | 6,3        | 6,20                  |                 | 160                       | Krofdorf-Königsberger Forst, Gießener Lahntalsenke                          | 2584-9712 |
| V   | Bechlinger Bach                            | Dill (l)             | 6,5        | 9,87                  | 81              | 163                       | Krofdorf-Königsberger Forst, Gießener Lahntalsenke                          | 2584-96   |
| V   | Breitenbach                                | Lemp (l)             | 3,3        | 4,65                  |                 | 201                       | Krofdorf-Königsberger Forst                                                 | 258492-6  |
| V   | Lemp                                       | Dill (l)             | 11,7       | 34,97                 | 274             | 170                       | Krofdorf-Königsberger Forst, Krofdorf-Königsberger/Hörre                    | 2584-92   |
| V   | Stippbach                                  | Dill (l)             | 6,2        | 5,50                  | 49              | 163                       | Hörre                                                                       | 2584-912  |
| VI  | Gettenbach                                 | Aar (l)              | 3,6        | 5,70                  |                 | 234                       | Hörre                                                                       | 25846-92  |
| VI  | Gellenbach                                 | Aar (l)              | 4,2        | 8,92                  |                 | 252                       | Niederweidbacher Becken, Hörre                                              | 25846-72  |
| VI  | Stadterbach                                | Aar (l)              | 6,6        | 16,77                 |                 | 272                       | (Krofdorf-Königsberger Forst,) Niederweidbacher Becken                      | 25846-14  |
| VI  | Aar                                        | Dill (l)             | 20,6       | 148,76                | 1602            | 210                       | Niederweidbacher Becken, Hörre/Schelder Wald, Unteres Dilltal               | 2584-6    |
| VI  | Brühlsbach                                 | Aar (r)              | 3,3        | 4,74                  |                 | 282                       | Niederweidbacher Becken                                                     | 25846-12  |
| VI  | Wilsbach                                   | Aar (r)              | 6,3        | 12,34                 |                 | 268                       | Niederweidbacher Becken                                                     | 25846-2   |
| VI  | Roßbach                                    | Wilsbach (r)         | 6,3        | 3,232                 |                 | 286                       | Zollbuche, Niederweidbacher Becken                                          | 258462-2  |
| VI  | Weidbach                                   | Aar (r)              | 5,9        | 7,11                  |                 | 268                       | Zollbuche, Niederweidbacher Becken                                          | 25846-32  |
| VI  | Meerbach                                   | Aar (r)              | 5,2        | 5,87                  |                 | 268                       | Zollbuche                                                                   | 25846-39  |
| VI  | Siegbach                                   | Aar (r)              | 12,2       | 28,67                 |                 | 260                       | Bottenhorner Hochflächen, Zollbuche                                         | 25846-6   |
| VI  | Weibach                                    | Aar (r)              | 6,3        | 10,03                 |                 | 234                       | Schelder Wald                                                               | 25846-8   |
| VI  | Monzenbach                                 | Aar (r)              | 4,5        |                       |                 | 214                       | Schelder Wald                                                               | 25846-992 |
| VII | Tringensteiner Schelde                     | Schelde (l)          | 7,7        | 10,44                 |                 | 265                       | Schelder Wald                                                               | 258456-6  |
| VII | Schelde                                    | Dill (l)             | 12,0       | 35,03                 | 426             | 221                       | Schelder Wald                                                               | 2584-56   |
| VII | Eibach                                     | Schelde (r)          | 5,7        | 6,28                  |                 | 241                       | Schelder Wald                                                               | 258456-8  |
| VII | Nanzenbach                                 | Dill (l)             | 10,8       | 11,51                 | 146             | 226                       | Schelder Wald                                                               | 2584-54   |
| VII | Simmersbach                                | Dietzhölze (l)       | 5,7        | 11,33                 |                 | 297                       | Breidenbacher Grund, Oberes Dilltal                                         | 25844-8   |
| VII | Dietzhölze                                 | Dill (l)             | 23,7       | 88,44                 | 1431            | 233                       | Rothaargebirge, Oberes Dilltal                                              | 2584-4    |